# Dutch Open 2000
Il Dutch Open 2000 (conosciuto anche come Energis Open) è stato un torneo di tennis giocato sulla terra rossa.
È stata la 43ª edizione del Dutch Open, che fa parte della categoria International Series nell'ambito dell'ATP Tour 2000. 
Si è giocato allo Amstelpark di Amsterdam nei Paesi Bassi, dal 17 al 23 luglio 2000.

## Campioni

### Singolare
Magnus Gustafsson ha battuto in finale  Raemon Sluiter con il punteggio di 6(4)–7, 6–3, 7–6(5), 6–1

### Doppio
Sergio Roitman /  Andrés Schneiter hanno battuto in finale  Edwin Kempes /  Dennis van Scheppingen con il punteggio di 4–6, 6–4, 6–1